# Campeonato de Fútbol Playa de la AFC 2007
El Campeonato de Fútbol Playa de la AFC 2007 fue la segunda edición del torneo de fútbol playa a nivel de selecciones nacionales más importante de Asia organizado por la AFC y que contó con la participación de 6 selecciones nacionales del continente.
Emiratos Árabes Unidos venció a Japón en la final disputada en Dubái para ganar el título por primera vez, mientras que el campeón de la edición anterior; Baréin quedó en cuarto lugar.
Ambos finalistas junto Irán, clasificaron para la Copa Mundial de Fútbol Playa FIFA 2007.

## Participantes
| - Baréin - China | - India - Irán | - Japón - Emiratos Árabes Unidos |

## Fasee de Grupos

### Grupo A
| Equipo                 | Pts. | J | G | E | P | GF | GC | GD |
| ---------------------- | ---- | - | - | - | - | -- | -- | -- |
| Emiratos Árabes Unidos | 6    | 2 | 2 | 0 | 0 | 12 | 5  | +7 |
| Japón                  | 3    | 2 | 1 | 0 | 1 | 7  | 9  | -2 |
| India                  | 0    | 2 | 0 | 0 | 2 | 5  | 10 | -5 |

| Equipo 1               | Resultado | Equipo 2               |
| ---------------------- | --------- | ---------------------- |
| India                  | 2-6       | Emiratos Árabes Unidos |
| Japón                  | 4-3       | India                  |
| Emiratos Árabes Unidos | 6-3       | Japón                  |

### Grupo B
| Equipo | Pts. | J | G | E | P | GF | GC | GD |
| ------ | ---- | - | - | - | - | -- | -- | -- |
| Irán   | 3    | 2 | 1 | 0 | 1 | 8  | 7  | +1 |
| Baréin | 3    | 2 | 1 | 0 | 1 | 4  | 4  | 0  |
| China  | 2    | 2 | 0 | 1 | 1 | 6  | 7  | -1 |

| Equipo 1 | Resultado      | Equipo 2 |
| -------- | -------------- | -------- |
| Baréin   | 2-1            | China    |
| China    | 5-5 (4-3 pen.) | Irán     |
| Irán     | 3-2            | Baréin   |

## Fase final

### Semifinales
| Equipo 1               | Resultado | Equipo 2 |
| ---------------------- | --------- | -------- |
| Emiratos Árabes Unidos | 5-2       | Baréin   |
| Japón                  | 8-6       | Irán     |

### Tercer lugar
| Equipo 1 | Resultado | Equipo 2 |
| -------- | --------- | -------- |
| Baréin   | 0-6       | Irán     |

### Final
| Equipo 1               | Resultado | Equipo 2 |
| ---------------------- | --------- | -------- |
| Emiratos Árabes Unidos | 4-3       | Japón    |

## Campeón
| Campeonato de Fútbol Playa de la AFC 2007 |
| ----------------------------------------- |
| Bandera de Emiratos Árabes Unidos         |
| Emiratos Árabes Unidos 1º Título          |

## Posiciones finales
| Pos. | Nación                 |
| ---- | ---------------------- |
| 1    | Emiratos Árabes Unidos |
| 2    | Japón                  |
| 3    | Irán                   |
| 4    | Baréin                 |
| 5    | China                  |
| 6    | India                  |